# Hemisus olivaceus
Hemisus olivaceus är en groddjursart som beskrevs av Laurent 1963. Hemisus olivaceus ingår i släktet Hemisus och familjen Hemisotidae. IUCN kategoriserar arten globalt som livskraftig. Inga underarter finns listade i Catalogue of Life.